# Lijst van voetbalinterlands Italië - Spanje
Deze lijst van voetbalinterlands is een overzicht van alle officiële voetbalwedstrijden tussen de nationale teams van Italië en Spanje. De landen speelden tot op heden 41 keer tegen elkaar. De eerste ontmoeting, een wedstrijd tijdens de Olympische Zomerspelen 1920, werd gespeeld in Antwerpen (België) op 2 september 1920. Het laatste duel, een groepswedstrijd tijdens het Europees kampioenschap voetbal 2024, vond plaats op 20 juni 2024 in Gelsenkirchen (Duitsland).

## Wedstrijden
| №  | Plaats        | Datum            | Competitie                   | Wedstrijd       | Uitslag |
| -- | ------------- | ---------------- | ---------------------------- | --------------- | ------- |
| 1  | Antwerpen     | 2 september 1920 | OS 1920                      | Italië – Spanje | 0 – 2   |
| 2  | Milaan        | 9 maart 1924     | Vriendschappelijk            | Italië – Spanje | 0 – 0   |
| 3  | Colombes      | 25 mei 1924      | OS 1924                      | Italië – Spanje | 1 – 0   |
| 4  | Valencia      | 14 juni 1925     | Vriendschappelijk            | Spanje – Italië | 1 – 0   |
| 5  | Bologna       | 29 mei 1927      | Vriendschappelijk            | Italië – Spanje | 2 – 0   |
| 6  | Gijón         | 22 april 1928    | Vriendschappelijk            | Spanje – Italië | 1 – 1   |
| 7  | Amsterdam     | 1 juni 1928      | OS 1928                      | Italië – Spanje | 1 – 1   |
| 8  | Amsterdam     | 4 juni 1928      | OS 1928                      | Italië – Spanje | 7 – 1   |
| 9  | Bologna       | 22 juni 1930     | Vriendschappelijk            | Italië – Spanje | 2 – 3   |
| 10 | Bilbao        | 19 april 1931    | Vriendschappelijk            | Spanje – Italië | 0 – 0   |
| 11 | Florence      | 31 mei 1934      | WK 1934                      | Italië – Spanje | 1 – 1   |
| 12 | Florence      | 1 juni 1934      | WK 1934                      | Italië – Spanje | 1 – 0   |
| 13 | Milaan        | 19 april 1942    | Vriendschappelijk            | Italië – Spanje | 4 – 0   |
| 14 | Madrid        | 27 maart 1949    | Vriendschappelijk            | Spanje – Italië | 1 – 3   |
| 15 | Rome          | 28 februari 1959 | Vriendschappelijk            | Italië – Spanje | 1 – 1   |
| 16 | Barcelona     | 13 maart 1960    | Vriendschappelijk            | Spanje – Italië | 3 – 1   |
| 17 | Madrid        | 21 februari 1970 | Vriendschappelijk            | Spanje – Italië | 2 – 2   |
| 18 | Cagliari      | 20 februari 1971 | Vriendschappelijk            | Italië – Spanje | 1 – 2   |
| 19 | Madrid        | 25 januari 1978  | Vriendschappelijk            | Spanje – Italië | 2 – 1   |
| 20 | Rome          | 21 december 1978 | Vriendschappelijk            | Italië – Spanje | 1 – 0   |
| 21 | Milaan        | 12 juni 1980     | EK 1980                      | Spanje – Italië | 0 – 0   |
| 22 | Frankfurt/M   | 14 juni 1988     | EK 1988                      | Italië – Spanje | 1 – 0   |
| 23 | Boston        | 9 juli 1994      | WK 1994                      | Italië – Spanje | 2 – 1   |
| 24 | Salerno       | 18 november 1998 | Vriendschappelijk            | Italië – Spanje | 2 – 2   |
| 25 | Barcelona     | 29 maart 2000    | Vriendschappelijk            | Spanje – Italië | 2 – 0   |
| 26 | Genua         | 28 april 2004    | Vriendschappelijk            | Italië – Spanje | 1 – 1   |
| 27 | Elche         | 26 maart 2008    | Vriendschappelijk            | Spanje – Italië | 1 – 0   |
| 28 | Wenen         | 22 juni 2008     | EK 2008                      | Spanje – Italië | 0 – 0   |
| 29 | Bari          | 10 augustus 2011 | Vriendschappelijk            | Italië – Spanje | 2 – 1   |
| 30 | Gdańsk        | 10 juni 2012     | EK 2012                      | Spanje − Italië | 1 − 1   |
| 31 | Kiev          | 1 juli 2012      | EK 2012                      | Spanje – Italië | 4 – 0   |
| 32 | Fortaleza     | 27 juni 2013     | FIFA Confederations Cup 2013 | Spanje – Italië | 0 – 0   |
| 33 | Madrid        | 5 maart 2014     | Vriendschappelijk            | Spanje – Italië | 1 – 0   |
| 34 | Udine         | 24 maart 2016    | Vriendschappelijk            | Italië – Spanje | 1 – 1   |
| 35 | Saint-Denis   | 27 juni 2016     | EK 2016                      | Italië – Spanje | 2 – 0   |
| 36 | Turijn        | 6 oktober 2016   | WK 2018 kwalificatie         | Italië − Spanje | 1 − 1   |
| 37 | Madrid        | 2 september 2017 | WK 2018 kwalificatie         | Spanje − Italië | 3 − 0   |
| 38 | Londen        | 6 juli 2021      | EK 2020                      | Italië – Spanje | 1 – 1   |
| 39 | Milaan        | 6 oktober 2021   | UEFA Nations League 2020/21  | Italië − Spanje | 1 − 2   |
| 40 | Enschede      | 15 juni 2023     | UEFA Nations League 2022/23  | Spanje – Italië | 2 – 1   |
| 41 | Gelsenkirchen | 20 juni 2024     | EK 2024                      | Spanje – Italië | 1 - 0   |

## Samenvatting
| Competitie              | Totaal gespeeld | Winst Italië | Gelijk | Winst Spanje | Doelsaldo Italië – Spanje |
| ----------------------- | --------------- | ------------ | ------ | ------------ | ------------------------- |
| WK-eindronde            | 3               | 2            | 1      | 0            | 4 − 2                     |
| WK-kwalificatie         | 2               | 0            | 1      | 1            | 1 − 4                     |
| EK-eindronde            | 8               | 2            | 4      | 2            | 5 − 7                     |
| UEFA Nations League     | 2               | 0            | 0      | 2            | 2 − 4                     |
| FIFA Confederations Cup | 1               | 0            | 1      | 0            | 0 − 0                     |
| Olympische Spelen       | 4               | 2            | 1      | 1            | 9 − 4                     |
| Vriendschappelijk       | 21              | 5            | 8      | 8            | 21 − 21                   |
| Totaal                  | 41              | 11           | 16     | 14           | 42 − 42                   |

## Details

### Tweede ontmoeting
| Vriendschappelijk (Milaan, Italië, 9 maart 1924): |       |        |
| Italië                                            | 0 – 0 | Spanje |
|                                                   | goals |        |

### Tiende ontmoeting
| Vriendschappelijk (Bilbao, Spanje, 19 april 1931): |       |        |
| Spanje                                             | 0 – 0 | Italië |
|                                                    | goals |        |

### 21ste ontmoeting
| EK 1980 (Milaan, Italië, 12 juni 1980): |       |        |
| Spanje                                  | 0 – 0 | Italië |
|                                         | goals |        |

### 28ste ontmoeting
| EK 2008 (Wenen, Oostenrijk, 22 juni 2008): |                     | |
| Spanje | 0 – 0               | Italië |
| | goals               | |
| David Villa Santi Cazorla Marcos Senna Daniel Güiza Cesc Fàbregas | strafschoppen 4 – 2 | Fabio Grosso Daniele De Rossi Mauro Camoranesi Antonio Di Natale |
| Luis Aragonés | bondscoach          | Roberto Donadoni |
| Iker Casillas Carlos Marchena Carles Puyol Andrés Iniesta 59' David Villa Xavi Hernández 60' Fernando Torres 85' Joan Capdevila Sergio Ramos Marcos Senna David Jiménez Silva | opstellingen        | Gianluigi Buffon Christian Panucci Fabio Grosso Giorgio Chiellini Luca Toni Daniele De Rossi Massimo Ambrosini 75' Antonio Cassano Gianluca Zambrotta 58' Simone Perrotta 108' Alberto Aquilani |
| Cesc Fàbregas 60' Santi Cazorla 59' Daniel Güiza 85' | wissels             | 108' Alessandro Del Piero 75' Antonio Di Natale 58' Mauro Camoranesi |
| Andrés Iniesta 11' David Villa 72' Santi Cazorla 112' | gele kaarten        | 31' Massimo Ambrosini |

### 30ste ontmoeting
| EK 2012 (Gdańsk, Polen, 10 juni 2012): |              | |
| Spanje | 1 – 1        | Italië |
| Cesc Fàbregas | goals        | 60' Antonio Di Natale |
| Vicente del Bosque | bondscoach   | Cesare Prandelli |
| Iker Casillas Jordi Alba Sergio Ramos Gerard Piqué Álvaro Arbeloa Xabi Alonso Sergio Busquets Andrés Iniesta Xavi David Silva 65' Cesc Fàbregas 74' | opstellingen | Gianluigi Buffon Giorgio Chiellini Daniele De Rossi Leonardo Bonucci 90' Thiago Motta Claudio Marchisio Emanuele Giaccherini Andrea Pirlo Christian Maggio 65' Antonio Cassano 56' Mario Balotelli |
| Jesus Navas 65' Fernando Torres 74' | wissels      | 56' Antonio Di Natale 65' Sebastian Giovinco 90' Antonio Nocerino |
| Jordi Alba 67' Álvaro Arbeloa 84' Fernando Torres 84'                                                                                               | gele kaarten | 37' Mario Balotelli 66' Leonardo Bonucci 79' Giorgio Chiellini 89' Christian Maggio |

### 32ste ontmoeting
| FIFA Confederations Cup 2013 (Fortaleza, Brazilië, 27 juni 2013):                             |                     | |
| Spanje                                                                                        | 0 – 0               | Italië |
|                                                                                               | goals               | |
| Xavi Hernández Andrés Iniesta Gerard Piqué Sergio Ramos Juan Mata Sergio Busquets Jesús Navas | strafschoppen 7 – 6 | Antonio Candreva Alberto Aquilani Daniele De Rossi Sebastian Giovinco Andrea Pirlo Riccardo Montolivo Leonardo Bonucci |

### 33ste ontmoeting
| Vriendschappelijk (Madrid, Spanje, 5 maart 2014):                                                                                   |       |        |
| Spanje | 1 – 0 | Italië |
| Pedro Rodríguez 63' | goals |        |
| - Debuut van Diego Costa (Atlético Madrid) voor Spanje. - Debuut van Gabriel Paletta (Parma) en Ciro Immobile (Torino) voor Italië. |       |        |

### 34ste ontmoeting
| Vriendschappelijk (Udine, Italië, 24 maart 2016): |              | |
| Italië | 1 – 1        | Spanje |
| Lorenzo Insigne 68' | goals        | 70' Aritz Aduriz |
| Antonio Conte | bondscoach   | Vicente del Bosque |
| Gianluigi Buffon Leonardo Bonucci Matteo Darmian Davide Astori Thiago Motta Antonio Candreva 60' Emanuele Giaccherini 79' Alessandro Florenzi 89' Éder 51' Graziano Pellè 60' Marco Parolo 89' | opstellingen | David de Gea 46' Sergio Ramos 79' Juanfran Gerard Piqué César Azpilicueta Mikel San José Cesc Fàbregas 46' Juan Mata 61' Thiago Alcântara 71' Aritz Aduriz 86' Álvaro Morata |
| Lorenzo Insigne 51' Federico Bernardeschi 60' Luca Antonelli 79' Lorenzo De Silvestri 89' Simone Zaza 60' Jorginho 89'                                                                         | wissels      | 46' Nacho 79' Jordi Alba 46' Koke 61' Isco 71' David Silva 86' Paco Alcácer                                                                                                  |
| Thiago Motta 45' Marco Parolo 70' | gele kaarten | 74' Gerard Piqué 82' Cesc Fàbregas |
| - Debuut van Federico Bernardeschi (Fiorentina) en Jorginho (Napoli) voor Italië. |              | |

### 35ste ontmoeting
| EK 2016 (Saint-Denis, Frankrijk, 27 juni 2016): |       |        |
| Italië                                          | 2 – 0 | Spanje |
| Giorgio Chiellini 33' Graziano Pellè 90+1'      | goals |        |

### 36ste ontmoeting
| WK 2018-kwalificatie (Turijn, Italië, 6 oktober 2016): |       |            |
| Italië                                                 | 1 – 1 | Spanje     |
| Daniele De Rossi 82' (pen.)                            | goals | 55' Vitolo |

FIGC · A-internationals · Selecties · Bondscoaches · Italiaans vrouwenelftal · Olympisch elftal · Italië U21 · Italië U20 · Italië U19 · Italië U18 · Italië U17 · Italië U16 · Vrouwen U17
1910 – 1919 ·
1920 – 1929 ·
1930 – 1939 ·
1940 – 1949 ·
1950 – 1959 ·
1960 – 1969 ·
1970 – 1979 ·
1980 – 1989 ·
1990 – 1999 ·
2000 – 2009 ·
2010 – 2019 ·
2020 − 2029
EK's: 1968 · 
1980 · 
1988 · 
1996 · 
2000 · 
2004 · 
2008 · 
2012 · 
2016 ·
2020 ·
2024
WK's: 1934 · 
1938 · 
1950 · 
1954 · 
1962 · 
1966 · 
1970 · 
1974 · 
1978 · 
1982 · 
1986 · 
1990 · 
1994 · 
1998 · 
2002 · 
2006 · 
2010 · 
2014
OS: 1912 · 
1920 · 
1924 · 
1928 · 
1936 · 
1948 · 
1952 · 
1960 · 
1984 · 
1988 · 
1992 · 
1996 · 
2000 · 
2004 · 
2008
1911 · 
1912 · 
1913 · 
1914 · 
1915 · 
1916 · 1917 · 1918 · 1919 · 
1920 · 
1921 · 
1922 · 
1923 · 
1924 · 
1925 · 
1926 · 
1927 · 
1928 · 
1929 · 
1930 · 
1931 · 
1932 · 
1933 · 
1934 · 
1935 · 
1936 · 
1937 · 
1938 · 
1939 · 
1940 · 
1941 · 
1942 · 
1943 · 1944 · 
1945 · 
1946 · 
1947 · 
1948 · 
1949 · 
1950 · 
1952 · 
1952 · 
1953 · 
1954 · 
1955 · 
1956 · 
1957 · 
1958 · 
1959 · 
1960 · 
1961 · 
1962 · 
1963 · 
1964 · 
1965 · 
1966 · 
1967 · 
1968 · 
1969 · 
1970 · 
1971 · 
1972 · 
1973 · 
1974 · 
1975 · 
1976 · 
1977 · 
1978 · 
1979 · 
1980 · 
1981 · 
1982 · 
1983 · 
1984 · 
1985 · 
1986 · 
1987 · 
1988 · 
1989 · 
1990 ·
1991 · 
1992 · 
1993 · 
1994 · 
1995 · 
1996 · 
1997 · 
1998 · 
1999 · 
2000 · 
2001 · 
2002 · 
2003 · 
2004 · 
2005 · 
2006 · 
2007 · 
2008 · 
2009 · 
2010 · 
2011 · 
2012 · 
2013 · 
2014 · 
2015 · 
2016 · 
2017 ·
2018 ·
2019 ·
2020 ·
2021 ·
2022 ·
2023 ·
2024
Albanië ·
Algerije ·
Argentinië ·
Armenië ·
Australië ·
Azerbeidzjan ·
België ·
Bosnië en Herzegovina ·
Brazilië ·
Bulgarije ·
Canada ·
Chili ·
China ·
Costa Rica ·
Cyprus ·
DDR ·
Denemarken ·
Duitsland ·
Ecuador ·
Egypte ·
Engeland ·
Estland ·
Faeröer ·
Finland ·
Frankrijk ·
Georgië ·
Ghana ·
Griekenland ·
Haïti ·
Hongarije ·
Ierland ·
IJsland ·
Israël ·
Ivoorkust ·
Japan ·
Joegoslavië ·
Kameroen ·
Kroatië ·
Liechtenstein · 
Litouwen ·
Luxemburg ·
Malta ·
Marokko ·
Mexico ·
Moldavië ·
Montenegro ·
Nederland ·
Nieuw-Zeeland ·
Nigeria ·
Noord-Ierland ·
Noord-Korea ·
Noord-Macedonië ·
Noorwegen ·
Oekraïne ·
Oostenrijk ·
Paraguay ·
Peru ·
Polen ·
Portugal ·
Roemenië ·
Rusland ·
San Marino ·
Saoedi-Arabië ·
Schotland ·
Servië ·
Servië en Montenegro ·
Slovenië ·
Slowakije ·
Sovjet-Unie ·
Spanje ·
Tsjechië ·
Tsjecho-Slowakije ·
Tunesië ·
Turkije ·
Uruguay ·
Venezuela ·
Verenigde Staten ·
Wales ·
Wit-Rusland ·
Zuid-Afrika ·
Zuid-Korea ·
Zweden ·
Zwitserland
Argentinië (1982) · 
Australië (2006) · 
België (2016) · 
België (2021) · 
Brazilië (1970) · 
Brazilië (1982) · 
Brazilië (1994) · 
Costa Rica (2014) · 
Duitsland (2006) · 
Duitsland (2012) · 
Engeland (2012) ·
Engeland (2014) ·
Engeland (2021) ·
Frankrijk (2000) · 
Frankrijk (2006) · 
Frankrijk (2008) · 
Ghana (2006) · 
Hongarije (1938) · 
Ierland (2012) · 
Joegoslavië (1968) · 
Kameroen (1982) · 
Kroatië (2012) · 
Nederland (2008) · 
Nieuw-Zeeland (2010) · 
Oekraïne (2006) · 
Oostenrijk (2021) · 
Paraguay (2010) · 
Peru (1982) · 
Polen (1982, 1) · 
Polen (1982, 2) · 
Roemenië (2008) · 
Spanje (2008) ·
Spanje (2012, 1) ·
Spanje (2012, 2) ·
Spanje (2016) ·
Spanje (2021) ·
Tsjechië (2006) · 
Turkije (2021) · 
Uruguay (2014) · 
Verenigde Staten (2006) · 
Wales (2021) · 
West-Duitsland (1982) · 
Zweden (2016) · 
Zwitserland (2021)
RFEF · A-internationals · Selecties · Bondscoaches · Spaans vrouwenelftal · Olympisch elftal · Spanje U21 · Spanje U20 · Spanje U19 · Spanje U18 · Spanje U17 · Spanje U16 · Vrouwen U17
1920 – 1929 ·
1930 – 1939 ·
1940 – 1949 ·
1950 – 1959 ·
1960 – 1969 ·
1970 – 1979 ·
1980 – 1989 ·
1990 – 1999 ·
2000 – 2009 ·
2010 – 2019 ·
2020 − 2029
EK's: 1964 · 
1980 · 
1984 · 
1988 · 
1996 · 
2000 · 
2004 · 
2008 · 
2012 · 
2016 · 
2020 · 
2024
WK's: 1934 · 
1950 · 
1962 · 
1966 · 
1978 · 
1982 · 
1986 · 
1990 · 
1994 · 
1998 · 
2002 · 
2006 · 
2010 · 
2014 · 
2018 · 
2022
OS: 1920 ·
1924 · 
1928 · 
1968 · 
1976 · 
1980 · 
1992 · 
1996 · 
2000 · 
2012 ·
2020
1920 · 
1921 · 
1922 · 
1923 · 
1924 · 
1925 · 
1926 · 
1927 · 
1928 · 
1929 · 
1930 · 
1931 · 
1932 · 
1933 · 
1934 · 
1935 · 
1936 · 
1937 · 1939 · 1940 · 
1941 · 
1942 · 
1943 · 1944 · 
1945 · 
1946 · 
1947 · 
1948 · 
1949 · 
1950 · 
1952 · 
1952 · 
1953 · 
1954 · 
1955 · 
1956 · 
1957 · 
1958 · 
1959 · 
1960 · 
1961 · 
1962 · 
1963 · 
1964 · 
1965 · 
1966 · 
1967 · 
1968 · 
1969 · 
1970 · 
1971 · 
1972 · 
1973 · 
1974 · 
1975 · 
1976 · 
1977 · 
1978 · 
1979 · 
1980 · 
1981 · 
1982 · 
1983 · 
1984 · 
1985 · 
1986 · 
1987 · 
1988 · 
1989 · 
1990 · 
1991 · 
1992 · 
1993 · 
1994 · 
1995 · 
1996 · 
1997 · 
1998 · 
1999 · 
2000 · 
2001 · 
2002 · 
2003 · 
2004 · 
2005 · 
2006 · 
2007 · 
2008 · 
2009 · 
2010 · 
2011 · 
2012 · 
2013 ·
2014 ·
2015 ·
2016 ·
2017 ·
2018 ·
2019 ·
2020 ·
2021 ·
2022
Albanië ·
Algerije ·
Andorra ·
Argentinië ·
Armenië ·
Australië ·
Azerbeidzjan ·
België ·
Bolivia ·
Bosnië en Herzegovina ·
Brazilië ·
Bulgarije ·
Canada ·
Chili ·
China ·
Colombia ·
Costa Rica ·
Cyprus ·
DDR ·
Denemarken ·
Duitsland ·
Ecuador ·
Egypte ·
El Salvador ·
Engeland ·
Estland ·
Equatoriaal-Guinea · 
Faeröer ·
Finland ·
Frankrijk ·
GOS ·
Georgië ·
Griekenland ·
Haïti ·
Honduras ·
Hongarije ·
Ierland ·
IJsland ·
Irak ·
Iran ·
Israël ·
Italië ·
Ivoorkust ·
Japan ·
Joegoslavië ·
Jordanië ·
Kosovo ·
Kroatië ·
Letland ·
Liechtenstein ·
Litouwen ·
Luxemburg ·
Malta ·
Marokko ·
Mexico ·
Nederland ·
Nieuw-Zeeland ·
Nigeria ·
Noord-Ierland ·
Noord-Macedonië ·
Noorwegen ·
Oekraïne ·
Oostenrijk ·
Panama ·
Paraguay ·
Peru ·
Polen ·
Portugal ·
Puerto Rico ·
Roemenië ·
Rusland ·
San Marino ·
Saoedi-Arabië ·
Schotland ·
Servië ·
Servië en Montenegro ·
Slovenië ·
Slowakije ·
Sovjet-Unie ·
Tahiti ·
Tsjechië ·
Tsjecho-Slowakije ·
Tunesië ·
Turkije ·
Uruguay ·
Venezuela ·
Verenigde Staten ·
Wales ·
Wit-Rusland ·
Zuid-Afrika ·
Zuid-Korea ·
Zweden ·
Zwitserland
Australië (2014) ·
Brazilië (2013) ·
Chili (2010) ·
Chili (2014) ·
Costa Rica (2022) ·
Duitsland (2008) ·
Duitsland (2022) ·
Engeland (1982) ·
Engeland (2024) ·
Frankrijk (1984) ·
Frankrijk (2006) ·
Frankrijk (2012) ·
Frankrijk (2021) ·
Griekenland (2008) ·
Honduras (2010) ·
Ierland (2012) ·
Iran (2018) ·
Italië (2008) ·
Italië (2012, 1) ·
Italië (2012, 2) ·
Italië (2016) ·
Italië (2021) ·
Japan (2022) ·
Kroatië (2012) ·
Kroatië (2021) ·
Marokko (2018) ·
Marokko (2022) ·
Nederland (2010) ·
Nederland (2014) ·
Oekraïne (2006) ·
Paraguay (2002) ·
Polen (2021) ·
Portugal (2012) ·
Portugal (2018) ·
Rusland (2008, 1) ·
Rusland (2008, 2) ·
Rusland (2018) ·
Saoedi-Arabië (2006) ·
Slovenië (2002) ·
Slowakije (2021) ·
Sovjet-Unie (1964) ·
Tsjechië (2016) ·
Tunesië (2006) ·
Turkije (2016) ·
West-Duitsland (1982) ·
Zuid-Afrika (2002) ·
Zweden (2008) ·
Zweden (2021) ·
Zwitserland (2010) ·
Zwitserland (2021)